# Universidad Telemática Giustino Fortunato
La Universidad Telemática Giustino Fortunato (en italiano: Università degli Studi "Giustino Fortunato", UNIFORTUNATO) es una universidad privada de educación a distancia italiana cuya sede central se ubica en Benevento.

## Historia
La Universidad fue fundada con D.M. 13 de abril de 2006 y nombrada en honor del historiador y político Giustino Fortunato. Imparte cursos de grado y postgrado (máster) mediante herramientas digitales en línea; desde 2009, brinda también clases presenciales en la sede beneventana.

## Organización
La Universidad actualmente ofrece 8 programas de estudio en:
- Ciencias de la Educación
- Ciencias y Técnicas Psicológicas
- Ciencias y Tecnologías del Transporte
- Derecho
- Derecho y Economía de las Empresas
- Economía Empresarial
- Ingeniería Informática
- Psicología de Comportamiento y Cognitiva Aplicada[8]

### Sedes
Además de la sede central en Benevento, otras sedes se encuentran en las ciudades de Roma, Milán, Catania y Palermo.

## Rectores
- Aldo Loiodice
- Nicola Di Prisco
- Augusto Fantozzi
- Angelo Scala (prorrector desde octubre a noviembre de 2019)[9]
- Giuseppe Acocella (desde noviembre de 2019)[1][10]